# Ikuze! Kaito Shojo
"Ikuze! Kaito Shojo" (行くぜっ！怪盗少女, Ikuze! Kaitō Shōjo, lit. "Vamos Lá! Garotas Ladras") é o single major de estreia lançado pelo grupo idol Japonês Momoiro Clover, no Japão, em 5 de maio de 2010 pela gravadora Universal J. O single alcançou o 3° lugar na parada semanal da Oricon. A rotina de dança para a canção incorpora acrobacias intensas, incluindo um "Ebizori Jump" (えびぞりジャンプ, lit. "Pulo do Camarão"), salto realizado por Kanako Momota com o corpo arqueado e ambas as pernas dobradas para trás, estrelas e pula sela.

## Lançamento
O single foi lançado em 5 de maio de 2010 em sete edições: regular e uma limitada para cada integrante; limitada A, B, C, D, E, e F. Cada edição limitada contém uma integrante diferente em sua capa. O single estreou em 1° na parada diária da Oricon e em 3° em sua parada semanal, com vendagem de 22,537 cópias em sua primeira semana de vendas.
Em 26 de setembro de 2012, a então antiga gravadora do grupo Universal J relançou o single sob o título "Ikuze! Kaitō Shōjo (Special Edition)" (行くぜっ！怪盗少女 ～Special Edition～). O relançamento de 2012 foi somente uma reembalagem do single, lançado em somente uma edição com a capa semelhante à edição regular original lançada em 2010, porém com um DVD bônus contendo o vídeo musical original para a canção-título. O relançamento estreou em 6° na parada diária da Oricon e em 7° em sua parada semanal.

## Rotina de dança e vídeo musical
Em algumas cenas do vídeo musical, as integrantes do grupo aparecem vestidas de empregada, enfermeira, policial, etc. A rotina de dança para a canção incorpora acrobacias intensas. Um dos ponto altos do vídeo é onde Kanako Momota realiza seu "Ebizori Jump" (えびぞりジャンプ, lit. "Pulo do Camarão") (salto realizado com o corpo arqueado e ambas as pernas dobradas para trás, chamado de sheep jump nas ginásticas). O salto é também o ponto alto de suas apresentações ao vivo. Além disso, durante as apresentações da canção ao vivo, Shiori Tamai e Momoka Ariyasu fazem estrelas, e Kanako Momota realiza cambalhotas.

## Promoção
Em 3 de março de 2010, Momoiro Clover realizou uma cerimônia pública para a assinatura do contrato para estrear em uma gravadora major. Já havia sido determinado que seu futuro single seria "Ikuze! Kaito Shojo" e que seria lançado em 5 de maio. Porém, para assinar o contrato, as integrantes deveriam passar em um teste de pesagem. Cada contratante não poderia exceder um índice determinado pela fórmula: Peso da Idol (kg) = [Altura (cm) − 100] × 0.8. Se não houvessem passado, somente um contrato temporário seria assinado. Na presença de cerca de 200 fãs e repórteres, todas passaram como peso idol ideal, exceto Reni Takagi excedendo o limite por 0.8 kg. Por este motivo, havia ficado por esclarecer se o grupo teria êxito em passar pelo teste de 5 de maio. Na mesma cerimônia, as garotas estabeleceram sua metas para o ano seguinte, especificando "alcançar o 1° lugar na Oricon, participar do Kōhaku Uta Gassen, realizar um concerto na arena Nippon Budokan, e, ainda no Budokan, realizar um evento de aperto de mão com todos os fãs lá presentes".
A partir de 6 de março, Momoiro Clover iniciou uma turnê em suporte ao single, realizando um total de 28 concertos.

## Recepção
Em 3 de maio de 2010, o single estreou no topo da parada da Oricon. Em 4 de maio, caiu para o 14° lugar e em 5 de maio subiu para o 12° lugar. Na parada semanal, estreou no 3 lugar com 22,537 cópias vendidas.

## Faixas
| CD single |                                                      |                   |                      |                   |         |  |
| N.º       | Título                                               | Letras            | Música               | Arranjo           | Duração |  |
| 1.        | "Ikuze! Kaito Shojo" (行くぜっ！怪盗少女)            | Kenichi Maeyamada | Kenichi Maeyamada    | Kenichi Maeyamada | 3:48    |  |
| 2.        | "Hashire!" (走れ！; "Corra!")                        | Inflava           | Koji Oba / michitomo | michitomo         | 4:36    |  |
| 3.        | "Ikuze! Kaitō Shōjo (off vocal ver.)" (Instrumental) |                   |                      |                   | 3:48    |  |
| 4.        | "Hashire! (off vocal ver.)" (Instrumental)           |                   |                      |                   | 4:36    |  |

| DVD - Edição Especial |                                                    |         |  |
| N.º                   | Título                                             | Duração |  |
| 1.                    | "Ikuze! Kaito Shojo (Music Video)" (Vídeo musical) | 4:01    |  |

## Desempenho nas paradas musicais
| Parada (2010)                             | Melhor posição |
| ----------------------------------------- | -------------- |
| Japão (Oricon Daily Singles Chart)        | 1              |
| Japão (Oricon Weekly Singles Chart)       | 3              |
| Japão (Oricon Monthly Singles Chart)      | 20             |
| Japão (Billboard Japan Hot 100)           | 19             |
| Japão (Billboard Japan Hot Singles Sales) | 3              |

### "Ikuze! Kaito Shojo (Special Edition)"
| Parada (2012)                                      | Melhor posição |
| -------------------------------------------------- | -------------- |
| Japão (Oricon Daily Singles Chart)                 | 6              |
| Japão (Oricon Weekly Singles Chart)                | 7              |
| Japão (Oricon Monthly Singles Chart)               | 44             |
| Japão (Billboard Japan Hot 100)                    | 29             |
| Japão (Billboard Japan Hot Singles Sales)          | 6              |
| Japão (Billboard Japan Adult Contemporary Airplay) | 57             |

## Certificações
| País         | Certificação | Vendas   |
| ------------ | ------------ | -------- |
| Japão (RIAJ) | Ouro (PC)    | 100,000+ |